# 윈강 석굴
윈강석굴(중국어: 云冈石窟)은 중화인민공화국 산서성, 다퉁시 서쪽 20km에 있는 동서 1km에 걸쳐있는 약 40개의 굴이 있는 석굴사원이다. 이 윈강석굴은 막고굴, 룽먼석굴과 함께 중국에서 가장 유명한 삼대불 중의 하나이며, 유네스코의 세계문화유산에 등록되어 있다. 북위에서 지은 호국사찰이다.

## 개요
원래는 영암사라고 하였고, 현재는 석불사 등으로 불린다. 북위의 사문통인 담요가 문성제(文成帝)에게 상주해 화평(和平) 원년(460) 경에 상건하 지류 무주천의 절벽에 시작한 소위 '담요5굴(제16굴, 제17굴, 제18굴, 제19굴, 제20굴)'에서부터 시작되었다. 제1차 삼무일종의 법난에서 태무제(太武帝)의 폐불(廢佛) 이후 불교 부흥사업의 상징적 존재가 이 5굴의 거대한 석불이었다.
그 후도, 제1·2굴, 제3굴, 제5·6굴, 제7·8굴, 제9·10굴, 제11·12·13굴과 대규모 석굴의 축조가 계속되어 운강기(460년-494년)로 불리는 중국 불교조각사 상의 한 시기를 차지하고 있다.
양식상 특징은 최초기 담요5굴에는 간다라나 굽타 제국의 영향이 두드러져 있다. 그 후의 석굴에서는 그리스 양식의 당초문양(唐草文様)으로 대표되는 서방에서 기원된 것으로 보이는 흔적도 있어 당시의 건축양식을 본뜬 장식도 풍부하게 볼 수 있다. 그러나 낙양에 천도하는 494년 이후의 말기가 되면서, 초기의 웅대한 질감은 자취를 감추고, 가녀리고 강력함이 느껴지지 않는 조형이 증가하는 경향이 또렷하다. 그리고 이 경향의 연장선상에 계속되는 용문(龍門) 시기가 기다리고 있다.
또 그 영향 관계로 말하면 윈강의 양식은 양주(감숙성)의 석굴에 그 기원을 가진다고도 할 수 있지만, 윈강의 영향은 용문·천룡산·남북의 향당산 등 광범위한 석굴사원에 미치고 있다.
부근에 노천탄광이 있어 석탄 가루에 의한 오염이 진행되고 있어 대책이 시급해지고 있다.

## 같이 보기
- 중화인민공화국의 세계유산
- 막고굴
- 룽먼석굴